# Jonny Lang
Jonny Lang, nom amb què es coneix Jon Gordon Langseth Jr. (Fargo, Dakota del Nord, 29 de gener de 1981), és un cantant, compositor i guitarrista estatunidenc de blues, gòspel i rock. Cinc dels seus discos han arribat als 50 primers de la llista Billboard 200, i va guanyar un Premi Grammy per l'àlbum Turn Around. Va tenir també un cameo a la pel·lícula de 1998 Blues Brothers 2000.

## Carrera musical
Lang va desenvolupar aviat un interès per la música, ja que sempre va estar envoltat d'aquesta: la seva mare cantava i els seus pares tenien molts discos, i va créixer escoltant Motown, Steely Dan, Stevie Wonder i Otis Redding.
Als dotze anys va començar a tocar la guitarra per als seus amics, des d'èxits moderns fins a clàssics. Pel seu 13è aniversari el seu pare li va regalar una guitarra, i poc després que el dugués a veure un concert de la Bad Medicine Blues Band, una de les poques bandes de blues de Fargo, Lang va començar a prendre classes de guitarra de la mà de Ted Larsen, el guitarrista de la banda; uns mesos després es va unir a aquesta, que va passar a dir-se Kid Jonny Lang & The Big Bang. La banda llavors es va traslladar a Minneapolis (Minnesota) i va treure el disc Smokin (1995), que tingué molt d'èxit a nivell regional. Un any més tard la discogràfica A&M Records, que llavors duia Janet Jackson i Soundgarden, va ser convidada a veure'l actuar en directe, i va acabar gravant el seu primer àlbum en solitari amb ells, Lie to Me (1997), que va ser multiplatí i que va aconseguir el número u en la categoria de nous artistes de la Billboard.
Als 17 anys va treure un altre àlbum, Wander This World (1999), que va obtenir una nominació als Grammy, i l'any següent va ser convidat a actuar a la Casa Blanca per a Bill (aleshores president dels EUA) i Hillary Clinton. A aquest disc el va seguir Long Time Coming el 2003, molt més soul, i tres anys més tard va arribar Turn Around, molt espiritual i influït per la música gòspel, i gràcies al qual va obtenir un Premi Grammy.
L'any 2004 va actuar al Crossroads Guitar Festival, de la mà d'Eric Clapton. El 2010 va publicar Live at the Ryman amb Concord Records, i tres anys més tard Fight for My Soul, el qual va arribar a número u a la llista d'àlbums de blues de Billboard. L'últim disc de Lang, Signs, va veure la llum el setembre del 2017 i té una forta càrrega política.

## Vida personal
Lang va passar la seva infantesa en la granja del seu pare als afores de Casselton (Dakota del Nord). Els seus pares es van divorciar quan ell tenia uns quatre anys; la seva mare vivia a Minneapolis i el seu pare vivia a Fargo, de manera que la seva germana petita i ell anaven constantment amunt i avall. Ella solia dur-los a l'església, però de petit mai no va tenir una relació amb Déu. Quan encara era un jove adolescent i va començar a tocar de manera professional se li van oferir moltes activitats per a adults, que li van encaixar, ja que en aquells moments era un noi força rebel.
Lang es va casar amb Haylie Johnson (membre del repartiment del programa infantil de televisió Kids Incorporated) el 8 de juny de 2001, i viuen a Los Angeles (Califòrnia) amb els cinc fills del matrimoni: els bessons Raimy Lee i Saylor Monroe, Rennix Belle, Lilou Jaymes i Tevi Flynn.
Lang té dues germanes més grans, Stephanie i Heidi Jo, i una de menor, Jessica ("Jesse"), que va participar en la temporada 8 d'American Idol; i l'actriu Ashley Johnson (Growing Pains, What Women Want, Blindspot) és la seva cunyada.

### Conversió al cristianisme
Lang havia començat a fumar amb onze anys, i es va iniciar en la beguda i la marihuana poc després d'unir-se a la banda als tretze anys; prenia altres tipus de droga, cada cop bevia més, fins que va esdevenir un problema d'alcoholisme. Es va convertir al cristianisme el 2000 i va canviar completament de vida. En una entrevista amb Sara Groves a Christianity Today, Lang va donar detalls sobre la seva conversió, assegurant que va tenir una experiència sobrenatural amb l'Esperit Sant. Segons les seves pròpies paraules, va dir que abans "odiava el cristianisme" i "menyspreava les coses de Déu", però que llavors volia compartir amb els altres l'amor de Jesús.
Les cançons "Only a Man" i "Thankful" del seu àlbum Turn Around són sobre la seva creença en Déu. També ha co-escrit un parell de cançons amb l'artista de música cristiana Steven Curtis Chapman, en particular "My Love Remains".

## Discografia
Àlbums d'estudi
- 1995: Smokin (amb Kid Jonny Lang & The Big Bang) (autoeditat)
- 1997: Lie to Me (A&M Records)
- 1998: Wander This World (A&M Records)
- 2003: Long Time Coming (A&M Records)
- 2006: Turn Around (A&M Records)
- 2010: Live at the Ryman (Concord Records)
- 2013: Fight for My Soul (Concord Records)
- 2017: Signs (Concord Records)